# Käthe Krauß
Katharina Anna Krauß (Dresda, 29 novembre 1906 – Mannheim, 9 gennaio 1970) è stata una velocista tedesca.

## Biografia
Nel 1934 prese parte alla quarta edizione dei Giochi mondiali femminili di Berlino, una manifestazione internazionale in risposta alla perdurante esclusione delle donne ai Giochi olimpici. In tale contesto Krauß conquistò tre medaglie d'oro (nei 100 e 200 metri piani e nella staffetta 4×100 metri con le connazionali Margarete Kuhlmann, Marie Dollinger e Selma Grieme) e una di bronzo nel lancio del disco.
Partecipò anche ai Giochi olimpici di Berlino 1936 piazzandosi terza nei 100 metri piani. Partecipò anche alla staffetta 4×100 metri con Emmy Albus, Marie Dollinger e Ilse Dörffeldt, ma la squadra fu squalificata durante la finale.

## Palmarès
| Anno | Manifestazione            | Sede    | Evento                | Risultato | Prestazione | Note |
| ---- | ------------------------- | ------- | --------------------- | --------- | ----------- | ---- |
| 1934 | Giochi mondiali femminili | Londra  | 100 metri             | Oro       | 11"9        |      |
| 1934 | Giochi mondiali femminili | Londra  | 200 metri             | Oro       | 24"9        |      |
| 1934 | Giochi mondiali femminili | Londra  | Lancio del disco      | Bronzo    | 39,875 m    |      |
| 1934 | Giochi mondiali femminili | Londra  | Staffetta 4×100 metri | Oro       | 48"6        |      |
| 1936 | Giochi olimpici           | Berlino | 100 metri             | Bronzo    | 11"9        |      |
| 1936 | Giochi olimpici           | Berlino | Staffetta 4×100 metri | dq        | dq          |      |